# Elmer Drew Merrill
Elmer Drew Merrill ( 15 de octubre de 1876, East Auburn, Maine - 25 de febrero de 1956 en Forest Hills, Massachusetts), fue un botánico estadounidense.
Se gradúa de la Universidad de Maine, y allí fue profesor honorario. Condujo la colección de cerca de un millón de especies y publicó 500 tratados botánicos. Fue uno de los taxonomistas más importantes del mundo.
Trabajó para el Departamento de Agricultura de los Estados Unidos como botánico en las Filipinas, de 1902 a 1923. Estudia especialmente la flora del oriente de Asia, Filipinas y el Pacífico.
Fue profesor de las universidades de California (1923-1929), Columbia (1930-1935) y Harvard (1935 en adelante).

Fue elegido miembro de la Academia Nacional de Ciencias de Estados Unidos (1923); presidente de la Botanical Society of America (1934) y de la American Society of Plant Taxonomists (1946).
Géneros
- (Araliaceae) Merrilliopanax H.L.Li[1]

- (Asclepiadaceae) Merrillanthus Chun & Tsiang[2]

- (Magnoliaceae) Elmerrillia Dandy[3]

- (Rutaceae) Merrillia Swingle[4]

Especies
- (Acanthaceae) Semnostachya merrillii (C.B.Clarke) Bremek.[5]

- (Annonaceae) Neo-uvaria merrillii (C.B.Rob.) Chaowasku[6]

- (Arecaceae) Saribus merrillii (Becc.) Bacon & W.J.Baker<ref> Palms (1999+). 55(3): 113. 2011</re

## Publicaciones
- A flora of Manila. 1912, Bureau of Printing
- An enumeration of Philippine flowering plants. 1922, Bureau of Printing
- A bibliographic enumeration of Bornean plants. (enlace roto disponible en Internet Archive; véase el historial, la primera versión y la última). 1924, Printed by Fraser & Neave, ltd.
- The botany of Cook’s voyages and its unexpected significance in relation to anthropology, biogeography, and history. 1954, Chronica Botanica Co. (Waltham, Mass)
- La abreviatura «Merr.» se emplea para indicar a Elmer Drew Merrill como autoridad en la descripción y clasificación científica de los vegetales.[7]